# 곳카이기지도마에역
곳카이기지도마에역(일본어: 国会議事堂前駅, こっかいぎじどうまええき→국회의사당앞역)은 일본 도쿄도 지요다구에 있는 철도역이다.

## 승강장
| 1 | 마루노우치 선 | 신주쿠·오기쿠보·나카노후지미초 방면   |
| 2 | 마루노우치 선 | 긴자·오차노미즈·이케부쿠로 방면       |
| 3 | 지요다 선     | 요요기우에하라·혼아쓰기·가라키다 방면 |
| 4 | 지요다 선     | 오테마치·아야세·아비코·도리데 방면    |

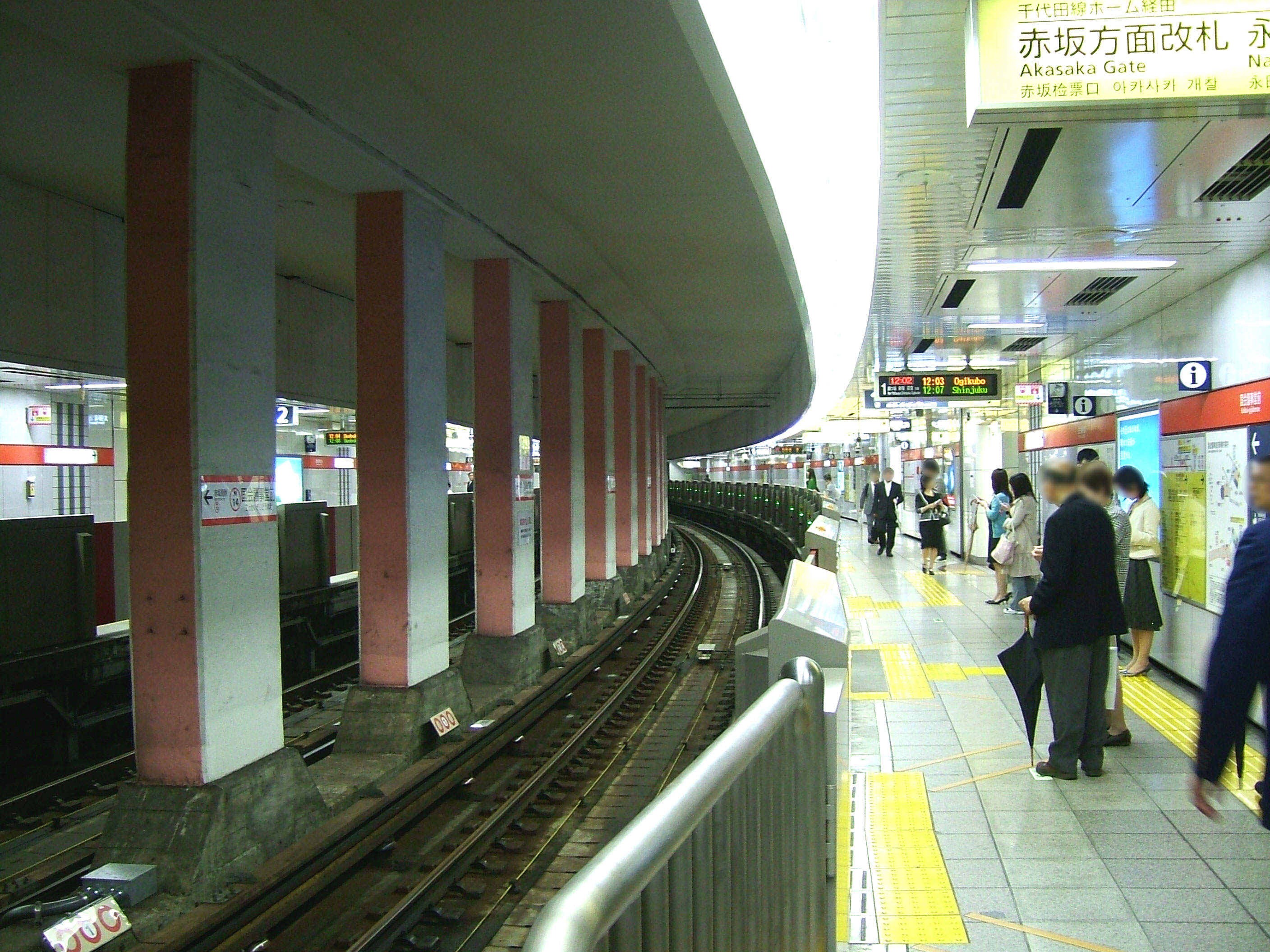
마루노우치 선 승강장 모습
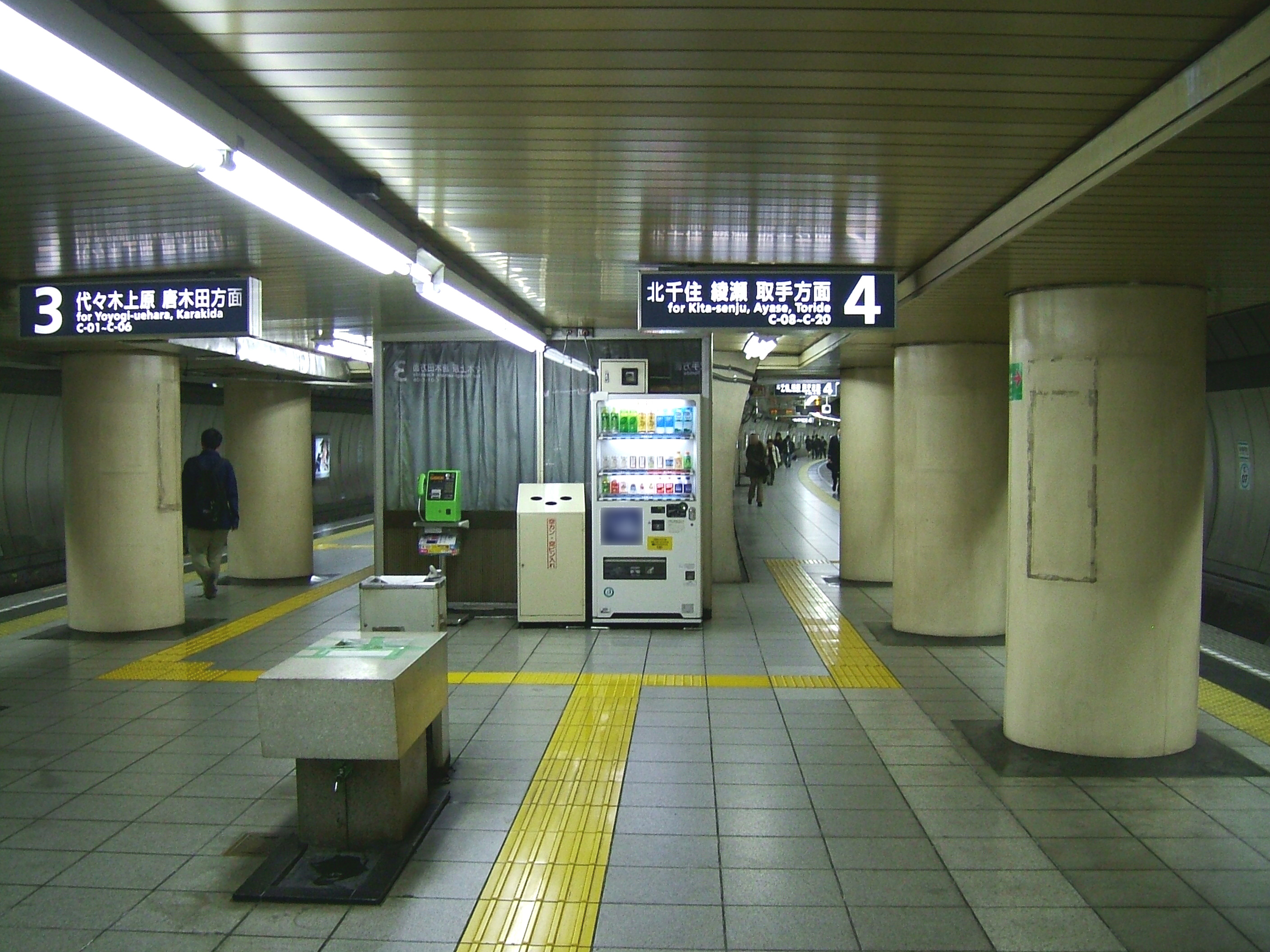
지요다 선 승강장 모습

## 역 주변
- 국회의사당
- 다메이케산노역(환승역)

## 역사
- 1959년 3월 15일: 마루노우치 선의 역이 영업 개시.
- 1972년 10월 20일: 지요다 선의 역이 영업 개시, 환승역이 되다.
- 1997년 9월 30일: 다메이케산노 역이 영업 개시, 환승역이 되다.

## 화랑

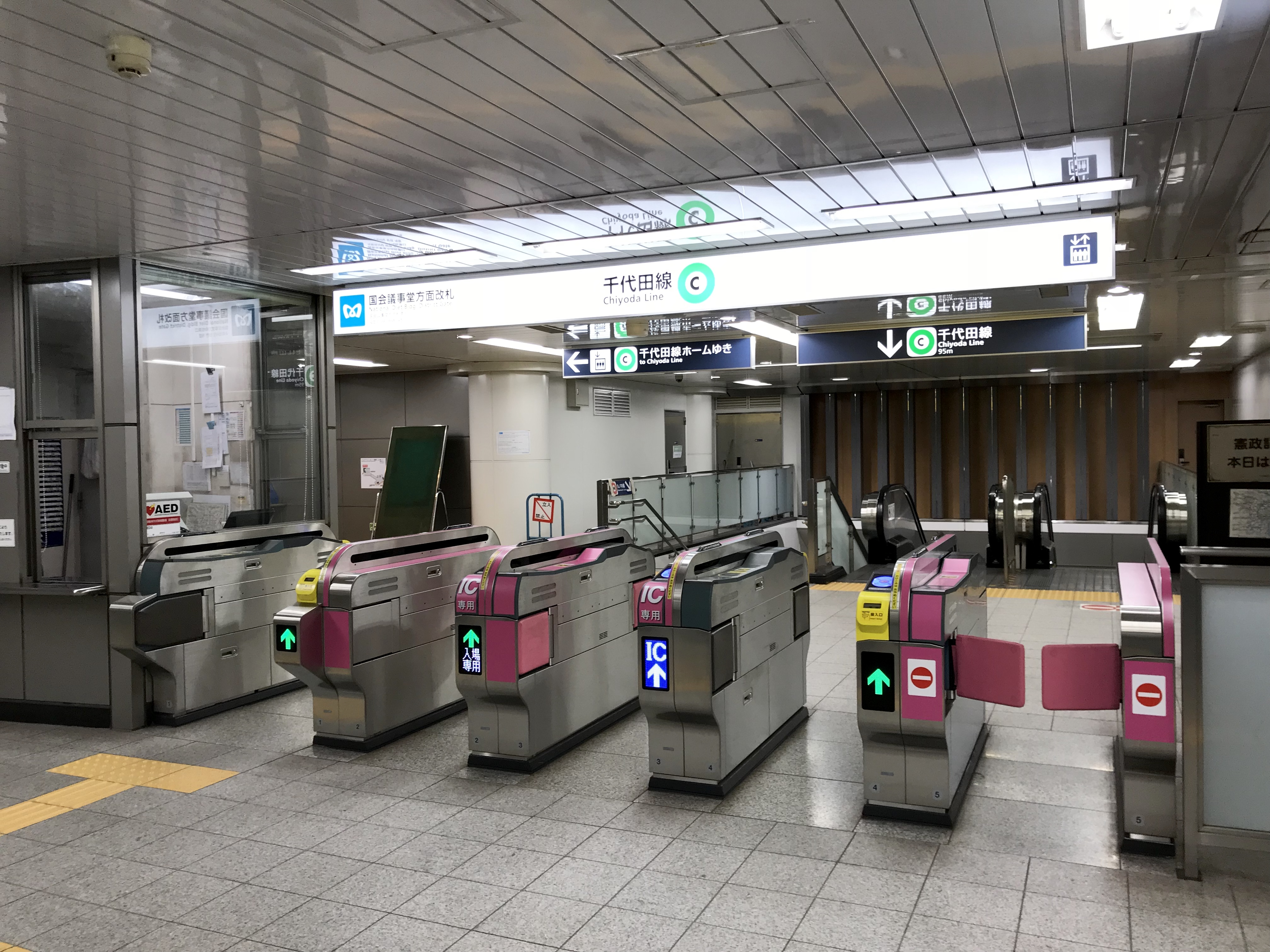
개찰(2018년 9월)
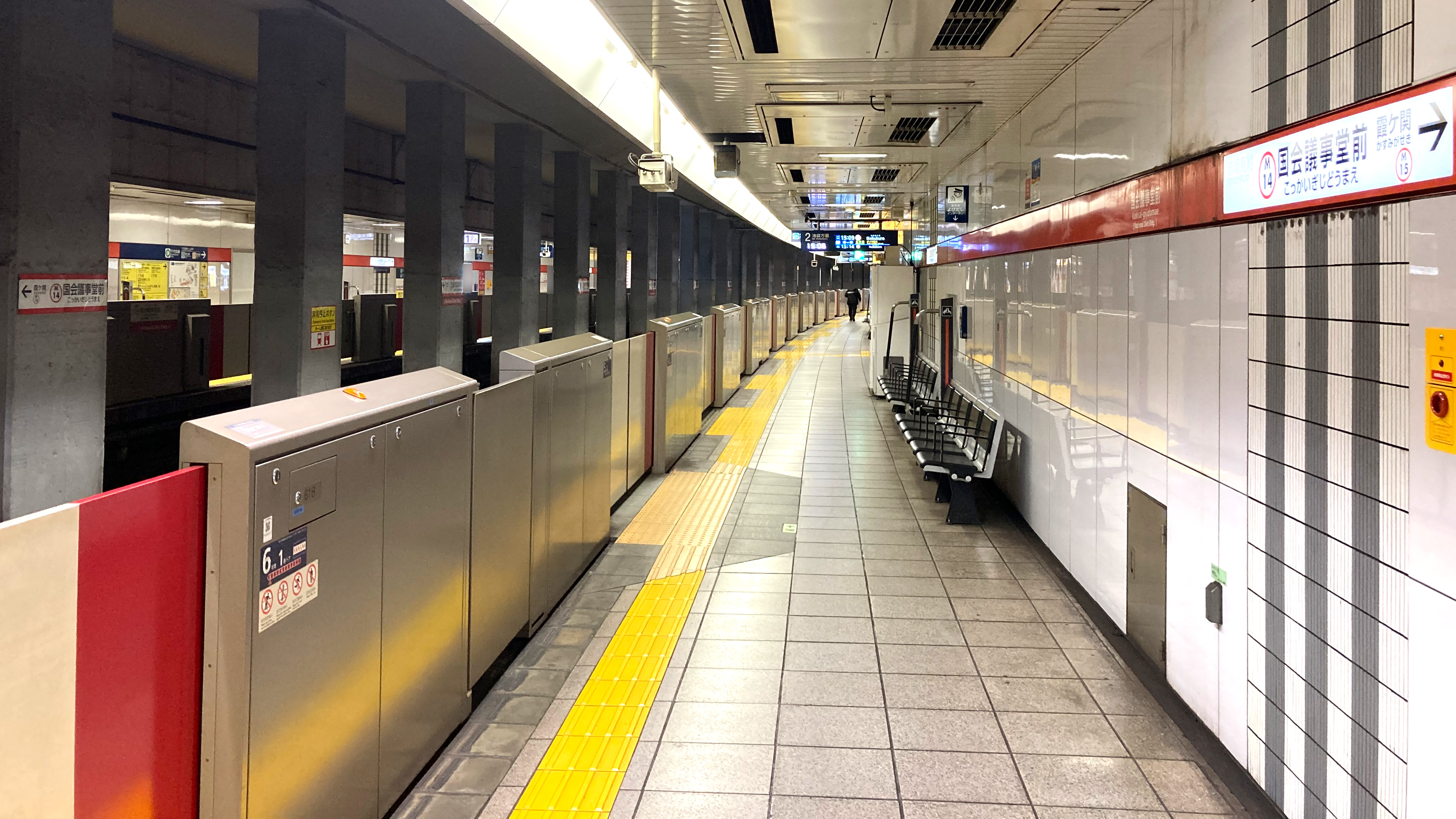
마루노우치선 승강장(2022년 3월 15일)
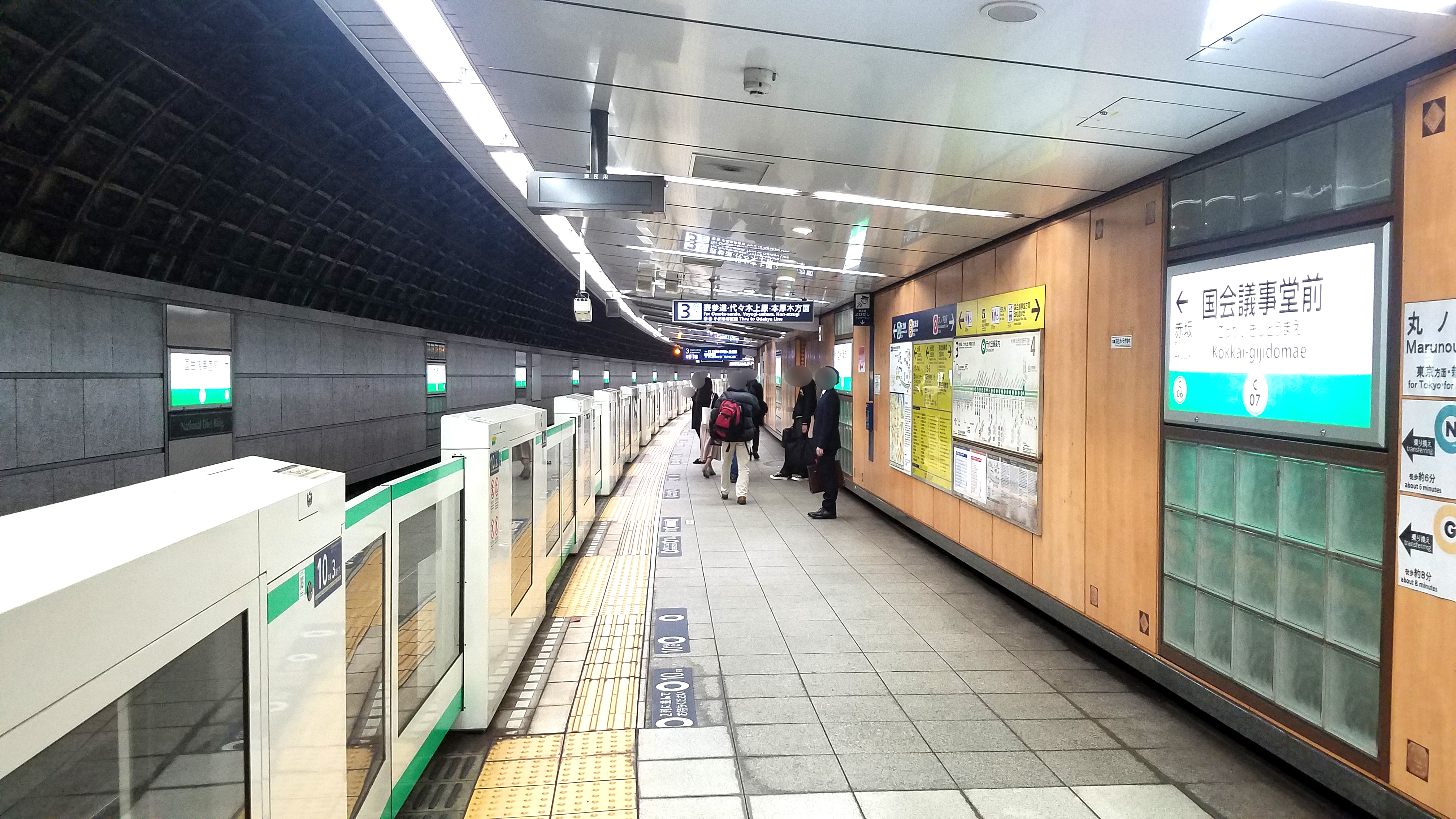
지요다선 3번(요요기우에하라 방면) 승강장(2022년 3월 15일)
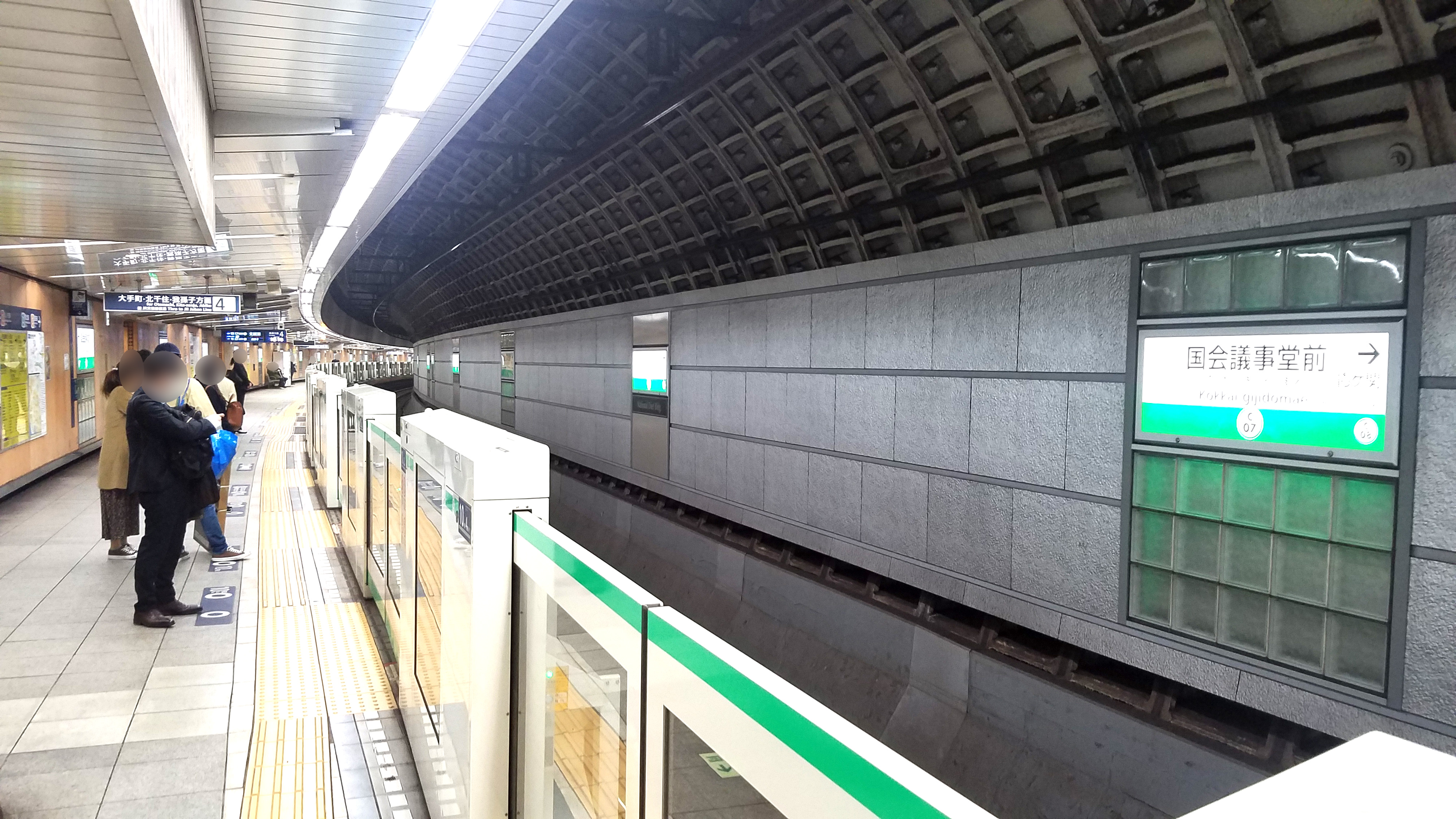
지요다선 4번(아야세 방면) 승강장(2022년 3월 15일)

## 인접한 역
| 도쿄 메트로 4호선                | 도쿄 메트로 4호선 | 도쿄 메트로 4호선                |
| -------------------------------- | ----------------- | -------------------------------- |
| M13 아카사카미쓰케 오기쿠보 방면 | 마루노우치 선     | M15 가스미가세키 기타아야세 방면 |
| 도쿄 메트로 9호선                |                   |                                  |
| C06 아카사카 요요기우에하라 방면 | 지요다 선         | C08 가스미가세키 아야세 방면     |